# Джек Джонс
Джек Джонс (народився 29 липня 1993) — валлійський професійний гравець у снукер.
Джонс родом з Кумбрана, Торван, що у Південному Уельсі. Він став професіоналом у 2010 році у віці 16 років після перемоги на Чемпіонаті Європи зі снукеру серед юнаків 2010 року на Мальті.

## Кар'єра

### Перші роки
Джонс став професіоналом у 2010 році після перемоги на Чемпіонаті Європи зі снукеру серед молоді до 19 років, перемігши у фіналі Ентоні Макгіла з рахунком 6–4. У свій перший рік у турі Джонс виграв лише один матч, хоча сім разів брав участь у кваліфікації до рейтингових турнірів. Протягом року він зіграв у всіх 12 турнірах Players Tour Championship (PTC) другорядного рівня, причому його найкращим результатом було входження до 32 найкращих. Він завершив дебютний сезон під номером 94 у світовому рейтингу, і вилетів зі світового туру, оскільки не потрапив до 64 найкращих.
Не мавши можливість брати участь в турнірах світового туру, Джонс мав право грати лише в турнірах PTC протягом наступних кількох сезонів; він грав у 10 змаганнях з 12. В одному з турнірів він переміг Ентоні Гамільтона 4–3, Джеймса Ваттану 4–2 і Сема Крейгі 4–1, і дійшов до 16 накращих, де поступився Рорі Мак-Лауду 3–4. В заліковому рейтингу PTC Джонс посів 75 місце.
Джонс грав у семи з дванадцяти турнірів PTC протягом сезону 2012—2013. Загалом він виграв три матчі та посів 106 місце в рейтингу. Він виборов місце в плей-офф кваліфікаційного туру EBSA, посів 2 місце в рейтингу та виграв Відкритий чемпіонат Шотландії серед аматорів. Джонс переміг Елліота Слессора з рахунком 4–2 і Джона Паркіна з рахунком 4–0, в результаті отримавши місце в снукерному турі на сезон 2013—2014.

### 2013—2016 роки
Джонс програв усі 16 матчів, які він зіграв у сезоні 2013—2014, і посів 128 місце у світовому рейтингу.
У сезоні 2014—2015 він кваліфікувався на Australian Goldfields Open, обігравши Джо О'Коннора з рахунком 5–4: це була його перша перемога у світовому турі за 18 місяців. У наступному раунді він програв Найджелу Бонду з рахунком 1–5. У другому раунді Riga Open Джонс здобув найбільшу перемогу у своїй кар'єрі, нокаутувавши першу номер світового рейтингу Ніла Робертсона з рахунком 4–3, а потім програв Шону О'Саллівану з таким саме рахунком Пізніше він став 67-м за в рейтингу Order of Merit. Протягом решти сезону Джонс не вигравав більше одного матчу на будь-якому іншому змаганні, аж доки на Чемпіонаті світу він переміг Адітю Мехту 10–7 і Джека Лісовскі 10–5. Джонсу залишалася одна перемога, щоб кваліфікуватися до найбільшої події снукерного календаря, але він поступився Раяну Дею із рахунком 6–10. Джонс вибув з туру наприкінці сезону, оскільки був номером 95 у світовому рейтингу, поза 64 найкращих, які зберегли свої місця.
Після вибуття з професійного туру Джонс не зіграв у жодному професійному змаганні протягом сезону 2015—2016, але, обігравши Джеймі Кларка з рахунком 7–4 у фіналі Чемпіонату Європи 2016 EBSA, він заробив право участі у двох наступних сезонах світового туру.

### 2016—2020 роки
Джонс переміг Джеймі Коупа з рахунком 4–3 на Riga Masters, а потім програв Марку Вільямсу з рахунком 0–4. Він переміг Брендона Сарджента з рахунком 4–0 та Елліота Слессора з рахунком 4–3 на Відкритому чемпіонаті Англії, здобув несподівану перемогу з рахунком 4–2 над Діном Цзюньхуєм, який знаходився на 105 позицій вище за нього. У четвертому раунді Джонс випереджав Ентоні Хемілтона з рахунком 3–1, але програв з рахунком 3–4. На International Championship він пройшов Джиммі Робертсона з рахунком 6–4, а потім зазнав поразки від Джона Хіггінса з рахунком 2–6 у другому раунді. Він дійшов до четвертого раунду Shoot-Out, де програв Шону Мерфі. Наприкінці сезону Джонс досяг свого нового найвищого світового рейтингу, посівши 77 місце.
Попри свій новий рейтинг, Джонс не зміг пройти далі другого раунду будь-якого рейтингового турніру протягом сезону 2017—2018. Він залишив тур, але взяв участь в аматорському турнірі 2018 Q School, за результатами якого забезпечив своє повернення до туру.
Найяскравішими моментами його сезону 2018—2019 були вихід до 1/8 фіналу Чемпіонату Великобританії, де він програв Санні Акані з рахунком 2–6, і Відкритий чемпіонат Уельсу, де він програв Джо О'Коннору з рахунком 1–4. За підсумками року він трохи покращив свій найкращий рейтинг на кінець сезону, піднявшись на 75-те місце.
Найкращі результати Джонса в сезоні 2019—2020 були досягнуті на початку сезону, коли він дійшов до 1/8 фіналу Riga Masters (програвши 4-2 Метью Селту) та International Championship (програвши 3-6 Гері Вілсону). Він закінчив сезон трохи за межами топ-64 на 67-му місці, але фінішував на другому місці (позаду Джордана Брауна) в річному рейтинговому списку для гравців, які не входять до топ-64, таким чином отримавши взяти участь в турі наступного сезону.

### 2020—2022 роки
У сезоні 2020—2021 років, який здебільшого проходив за закритими дверима через пандемію COVID-19, Джонс вперше дійшов до чвертьфіналу рейтингового турніру. На Відкритому чемпіонаті Англії 2020 року він здобув перемоги над Елліотом Слессором (4–1), Джеком Лісовскі (4–3), Беном Генкорном (4–2) і земляком Меттью Стівенсом (4–3), а потім поступився Джону Гіггінсу з рахунком 1–5 у чвертьфіналі. Попри те, що він не зміг повторити цей результат протягом решти сезону, Джонс фінішував з найвищим у кар'єрі рейтингом 65.
У сезоні 2021—2022 років він продовжував стабільно кваліфікуватися на турніри та відносно добре завершив сезон. У першому раунді змагання Turkish Masters він переміг Марка Аллена з рахунком 5–4, потім переміг Хоссейна Вафаеї з рахунком 5–4 у 1/16 фіналу, але програв колишньому чемпіону світу Шону Мерфі з рахунком 3–5 у 1/8 фіналу/ На наступній рейтинговій події, Відкритому чемпіонаті Гібралтару, він отримав технічну перемогу над Вафаеї, а потім переміг Роббі Вільямса та Луку Бреселя з рахунком 4–3 у фінальному фреймі. Після вражаючих перемог над колишніми чемпіонами світу Нілом Робертсоном (4–1) і Стюартом Бінгемом (4–0), Джонс вийшов до свого першого рейтингового півфіналу, де зазнав поразки 4–2 від майбутнього переможця турніру Роберта Мілкінса.

### Сезон 2022—2023
З новим високим рейтингом 41 Джонс провів відносно невдалу першу половину сезону, не просуваючись далі 1/32 рейтингових турнірів. У другій половині сезону він поспіль потрапив до 16 найкращих на турнірах Shoot Out і Welsh Open, де зазнав поразки від Кріса Вакеліна та Пан Цзюньсю відповідно. На Чемпіонаті світу зі снукеру 2023 року він пройшов у другий раунд кваліфікації, де обіграв Адама Даффі з рахунком 10–6. Потім він переміг Роббі Вільямса в наступному раунді з рахунком 10–9, і вийшов на фіналіста світу 2013 року Баррі Гокінса в останньому раунді кваліфікації. Джонс переміг Гокінса з рахунком 10–8 і вперше пройшов до фінальної стадії Чемпіонату світу, що проходила в Театрі Крусібл. У першому раунді Джонс зіграв проти дворазового фіналіста світу Алі Картера і здобув вражаючу перемогу з рахунком 10–6. В 1/8 фіналу він зустрівся з чемпіоном світу 2010 року Нілом Робертсоном, одним із фаворитів турніру, лідирував практично протягом усього матчу і здобув впевнену перемогу з рахунком 13–7. Зіткнувшись у чвертьфіналі із Марком Алленом, якого Джонс назвав «гравцем сезону» під час підготовки до матчу, він все ж зазнав поразки 10–13.

### Сезон 2023—2024
Джонс розпочав сезон 2023—2024 років трьома перемогами з трьох у рейтинговій Лізі Чемпіонату, очолювати свою групу на першому етапі, але не вийшов зі своєї групи на другому етапі. Він знову провів невдалу першу половину сезону, а його найкращим виступом було входження до 32 найкращих гравців на турнірі International Championship, де він програв Ронні О'Саллівану з рахунком 4–6. Після проходу до 1/8 фіналу на рідному турнірі Welsh Open (де він програв Домініку Дейлу з рахунком 0–4), Джонс потрапив у кваліфікацію на Чемпіонат світу зі снукеру. Він здобув перемоги над земляком Джеймі Кларком (10–6) і Чжоу Юелоном (10–4), і вдруге поспіль кваліфікувався для участі в фінальній частині. У 1/16 фіналу він грав проти 11-го номера світу Чжана Анда, якого переміг з рахунком 10–4/ Потім він переміг півфіналіста 2023 року Сі Цзяхуя з рахунком 13–9, вийшовши до чвертьфіналу другий сезон поспіль. Зіткнувшись із Джаддом Трампом — одним із фаворитів турніру — Джонс здобув перемогу з рахунком 13–9 і вперше потрапив до півфіналу Чемпіонату світу. У півфіналі він переміг Стюарта Бінгема з рахунком 17–12 і вийшов у фінал Чемпіонату світу. У фінальному матчі Джонс поступився Кайрену Вілсону із рахунком 14-18.